# Sells
Sells statisztikai település az USA Arizona államában, Pima megyében. Lakosainak száma 2121 fő (2020. április 1.).

## Népesség
A település népességének változása:
| Lakosok száma | 2799 | 2495 | 2121 |
|               | 2000 | 2010 | 2020 |